# AIM-47 Falcon

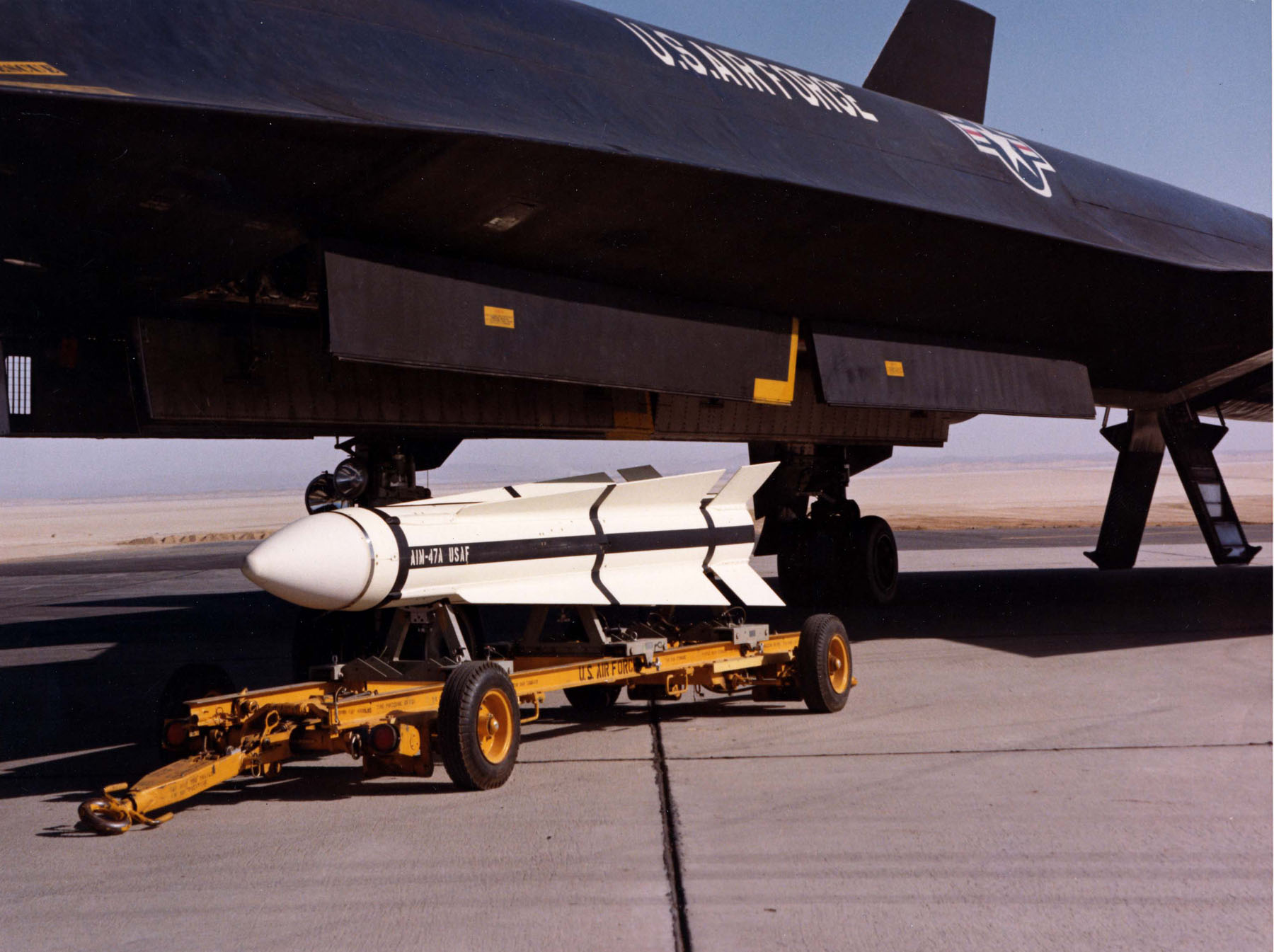
Misil AIM-47 esperando para ser cargado a bordo del YF-12.

El Hughes AIM-47 Falcon, originalmente GAR-9, era un misil de largo alcance aire-aire que compartía el diseño básico del AIM-4 Falcon. Fue desarrollado en 1958 con el nuevo radar Hughes AN/ASG-18 y estaba destinado a armar el XF-108 Rapier, y después de su cancelación, el YF-12A. Nunca fue operacional pero es el antecesor directo del AIM-54 Phoenix.

## Desarrollo

### Desarrollo para XF-108
Al principio de la década de 1950, la Fuerza de Aire de los Estados Unidos desarrolló un nuevo avión interceptor de gran velocidad llamado LRI-X. En 1957, Hughes ganó el contrato para suministrar el sistema de armas para esta aeronave. Este sistema consistía en un misil GAR-X equipado con radar YX-1 y el sistema de control de lanzamiento. El diseño de misil original tenía un alcance de 25 a 40 km, y podía ser equipado con una cabeza convencional o una cabeza nuclear de 0,25 kilotones. Cuando el avión XF-108 Rapier se anunció como el ganador del concurso LRI-X en abril de 1958, la empresa Hughes rediseñó el GAR-9 y AN/ASG-18 en el mismo día. El F-108 fue cancelado finalmente en septiembre de 1959, pero la Air Force decidió continuar desarrollo del sistema de misil con ambas cabezas.
Durante su desarrollo, las capacidades del misil crecieron enormemente. Haciéndolo mucho más largo, el alcance del misil se amplió hasta los 160 km, utilizando el motor de combustible sólido Aerojet-General XM59. Como el radar semiactivo del avión se salía del alcance se decidió equipar al propio misil con un radar activo. El buscador se convirtió en un sistema muy efectivo por sí mismo, sin tener un límite máximo de alcance y con una resolución capaz de fijar un blanco de 9 metros cuadrados a 116 kilómetros. Incluso se mejoró el buscador con una localización semiactiva por infrarrojo para incrementar aún más la precisión. Sin embargo todo esto elevó el peso del misil con 82 kg más y el diámetro con 5 cm más, haciendo al misil casi más grande que el compartimento de armas del F-108. La versión nuclear W-42 fue desestimada en 1958 a favor de un modelo de 100 libras de peso cargado de un mezcla altamente explosiva.
Problemas con el motor durante el desarrollo llevaron a la consideración de utilizar un cohete con fuel líquido almacenable, pero fue reemplazado por el motor de combustible sólido Lockheed XSR13-LP-1. Esto bajó la velocidad máxima de Mach 6 a Mach 4. De esta forma el prototipo GAR-9 aire-tierra empezó a destruir objetivos terrestres en agosto de 1961. Para las pruebas en objetivos aéreos se propuso usar el XF-103 pero fue cancelado antes de tener un prototipo. En cambio, el B-58 Hustler s/n 55-665 fue modificado para albergar el AN/ASG-18 radar en un radomo protuberante, lo que le dio el apodo "Snoopy", comenzando los lanzamientos en vuelo en mayo de 1962.

### Desarrollo para el YF-12
En 1960 Lockheed empezó el desarrollo del interceptor Lockheed YF-12,  como la solución de más bajo coste para sustituir al F-108. El GAR-9/ASG-18 fue asignado al proyecto. El F-12 tenía un compartimento de armas dividido en cuatro partes, debajo del cokpit, uno de ellos lleno de electrónica. Estos compartimentos eran muy pequeños por lo que se tuvo que rediseñar el misil GAR-9 en el GAR-9B desarrollado para entrar en el compartimento reduciendo diámetro. Pesaba 365 kilogramos.
Pruebas de fuego del GAR-9 desde los prototipos F-12 alcanzaron 6 objetivos en 7 lanzamientos, el único misil perdido falló por perdida de potencia del misil (hubo también muchas pruebas de misiles no guiadas también). El misil se rebautizó como el AIM-47 a finales de 1962 como parte de la transición a nombres comunes que el Departamento de Defensa realizó a los vehículos aeroespaciales. El último lanzamiento fue desde un YF-12 vuelo en Mach 3.2 y una altitud de 22,677 m hacia un dron QB-47 a 500 pies (152 m) de la tierra.
En 1966, el proyecto F-12 se canceló al igual que se hizo con el F-108. Otro avión por el cual hubo interés en el diseño era el XB-70 Valkyrie, un bombardero que podría haber llevado el AIM-47 para autoprotección. Esta aeronave fue también cancelada al desplegar los soviéticos sus nuevos misiles tierra-aire de alcance a gran altitud que hicieron imposible un ataque por bombardeo de gran altitud sobre la Unión Soviética.
En total, Hughes construyó 80 AIM-47 en preproducción.

## Legado
El AIM-47 fue utilizado como base para el AIM-54 Phoenix (originalmente el AAM-N-11), con el objetivo de usarlo en el F-111B. Este proyecto fue también cancelado en 1968, pero el sistema de misil finalmente se le asignó al F-14 Tomcat, introduciéndolos en servicio a principios de la década de 1970.
En 1966, el diseño básico se adaptó con el buscador del AGM-45 Shrike y la cabeza de 110 kg del Mk. 81 para crear el misil de alta velocidad antirradar AGM-76 Falcón, a pesar de que éste no entró en servicio.